# Otto Deßloch
Otto Deßloch (Bamberga, 11 giugno 1889 – Monaco di Baviera, 13 maggio 1977) è stato un generale tedesco della Luftwaffe durante la seconda guerra mondiale decorato con la Croce di Cavaliere della Croce di Ferro con Fronde di Quercia.

## Biografia

### Carriera militare
Deßloch nacque a Bamberga in Baviera. Nel 1910 entrò nell'Esercito imperiale tedesco con cui servì durante la prima guerra mondiale. Dopo la sconfitta tedesca nella prima guerra mondiale entrò a far parte dell'organizzazione di destra dei Freikorps di Franz von Epp con cui combatté contro la Repubblica Bavarese dei Consigli. Dal 1921 servì come ufficiale di intelligence nella Reichswehr. Nel corso del programma di riarmamento della Germania frequentò la scuola segreta per piloti di caccia di Lipeck dal 1926 al 1927. Dopo la presa di potere da parte dei nazisti nel 1933 prese parte alla rapida istituzione della Luftwaffe, dal 1º dicembre 1934 come comandante di una Deutsche Verkehrsfliegerschule (scuola di addestramento di volo). Dal 1935 servì come comandante di due stormi della Luftwaffe.
Durante la seconda guerra mondiale ebbe il comando di un corpo d'armata della Luftflotte 2 dal 3 ottobre 1939 e venne promosso a Generalmajor (Maggior generale) e a comandante della 6ª divisione di volo il 1º gennaio. Nel 1940 come comandante provvide a fornire supporto aereo allo Heeresgruppe B (Gruppo d'armate B) durante la Campagna di Francia e dal 1941 comandò diverse unità della Luftwaffe sul fronte orientale. Il 1º gennaio 1942 venne promosso a General der Flakartillerie e servì come comandante sul fronte orientale-meridionale e nelle montagne del Caucaso. L'11 giugno 1943 Deßloch succedette a Wolfram Freiherr von Richthofen come comandante in capo della Luftflotte 4 con il grado di Colonnello generale.
Quando nell'estate del 1944 il fronte occidentale collassò venne nominato comandante della Luftflotte 3 da Hermann Göring per rimpiazzare il feldmaresciallo Hugo Sperrle. Dopo la liberazione di Parigi da parte delle forze alleate, Deßloch ebbe il comando di un'unità aerea che come ritorsione bombardò la città distruggendo obbiettivi civili e uccidendo 200 civili francesi nel settembre 1944. Tale attacco venne portato avanti sotto diretti ordini di Hitler. Dal settembre servì di nuovo come comandante della Luftflotte 4 fino a quando succedette a Robert Ritter von Greim come comandante della Luftflotte 6 durante gli ultimi giorni della guerra. In seguito alla fine della guerra venne internato dagli alleati fino al 1948.
Secondo il memoriale dello Yad Vashem in Israele, Deßloch fu un criminale di guerra. Deßloch morì a Monaco di Baviera nel 1977.